# Mnesarchaeidae
Mnesarchaeidae son una familia de insectos lepidópteros, la única representante de la superfamilia Mnesarchaeoidea. Son polillas diurnas, con caracteres muy primitivos, propias de Nueva Zelanda, de dónde son endémicas. 

## Especies
- Mnesarchaea acuta Philpott, 1929
- Mnesarchaea fallax Philpott, 1927
- Mnesarchaea fusca Philpott, 1922
- Mnesarchaea fusilella Walker, 1864 (originalmente en Tinea)
- Mnesarchaea loxoscia Meyrick, 1888
- Mnesarchaea hamadelpha Meyrick, 1888
- Mnesarchaea similis Philpott, 1924
- Mnesarchaea paracosma Meyrick, 1886

- Datos: Q17592189
- Multimedia: Mnesarchaeidae / Q17592189
- Especies: Mnesarchaeidae